# Pinyin
O pinyin (em chinês: 拼音, pīnyīn) ou, mais formalmente, hanyu pinyin (汉语拼音 / 漢語拼音) é o método de transliteração (romanização) mais utilizado atualmente para o mandarim padrão (标准普通话 / 標準普通話). A palavra hànyǔ (汉语 / 漢語) significa "língua han" (isto é, 'chinês' ou 'mandarim'), e pīnyīn (拼音) significa "fonética" (literalmente "som soletrado"). O sistema é utilizado apenas para o mandarim padrão, e não para os outros idiomas chineses, incluindo o antigo chinês oficial, guangyun (广韵 / 全运). O sistema é usado na China continental, em Hong Kong, Macau, partes de Taiwan, Malásia e Singapura, para o ensino do mandarim e internacionalmente, para ensinar o mandarim como segundo idioma. Também é utilizado para grafar os nomes chineses em publicações estrangeiras, e pode ser utilizado para a inserção de caracteres chineses (hanzi) 汉字 em computadores e telefones celulares.
O sistema de romanização foi desenvolvido por um comitê governamental da República Popular da China (RPC), liderado por Zhou Youguang, e aprovado pelo governo do país em 11 de fevereiro de 1958. A Organização Internacional de Padronização (International Organization for Standardization, ISO) adotou o pinyin como um padrão internacional em 1982, para a romanização padrão do chinês moderno (ISO-7098:1991), e desde então ele foi adotado por diversas outras organizações, como o Singapura, pela Biblioteca do Congresso dos Estados Unidos, e pela Associação de Bibliotecas Americanas (American Library Association). O sistema de romanização também se tornou o padrão nacional na República da China, comumente conhecida como Taiwan ou Formosa, em 1 de janeiro de 2009.
O hanyu pinyin superou sistemas anteriores de romanização, tais como o Wade-Giles (1859), que foi modificado em 1892, e o pinyin do Sistema Postal, e também substituiu o zhuyin como o método de instrução fonética chinesa na China Continental. O pinyin é uma romanização e não uma anglicização, ou seja, ele utiliza letras latinas para representar sons no mandarim padrão; a maneira de efetuar tal representação no pinyin difere, em alguns casos, do estilo de simbolização escrita de sons em outras línguas que usam o alfabeto latino. Por exemplo, os sons indicados nesse dialeto pela letra b e g correspondem mais precisamente aos sons representados, respectivamente, pela letra p e k no emprego ocidental do alfabeto latino. Outras letras, como j, q, x ou zh indicam sons que não correspondem exatamente a nenhum som em inglês. Algumas das transcrições no pinyin, tais como a terminação "ang", também não correspondem a pronúncias da língua inglesa ou portuguesa. O pinyin foi desenvolvido levando em consideração as necessidades dos falantes da língua chinesa, especificamente do mandarim padrão, e não é uma forma de transliteração dos caracteres chineses direcionada aos ocidentais. Ao permitir que caracteres latinos se refiram a sons chineses específicos, o pinyin realiza uma romanização precisa e compacta, o que é conveniente para falantes nativos chineses e acadêmicos, mas nem sempre aos falantes de idiomas ocidentais. Isso significa que uma pessoa que nunca estudou chinês, ou o sistema do pinyin, está sujeita a cometer graves erros de pronúncia. O sistema Wade-Giles é mais adequado para a compreensão dos falantes da língua inglesa. Por exemplo, 功夫 é romanizado como "kungfu" 匡扶 em Wade-Giles, mas "gongfu" 魔攻 em Pinyin, embora sua pronúncia, em ambos os sistemas seja "kungfu". Além disso, 北京 (Pequim, a capital da China) foi no passado romanizada como "Peking", mas é "Beijing" em Pinyin, que se pronuncia algo como "Peikchin". É um equívoco comum pensar que a cidade mudou de nome: o som nunca mudou, apenas como soletramos o som com as letras em sistemas diferentes.

## Pronúncia
O propósito primário do pinyin em escolas chinesas é ensinar a pronúncia do Mandarim padrão. Muitas pessoas ocidentais têm visão equivocada ao pensar que o pinyin é usado para ajudar crianças a associar caracteres com palavras faladas que elas já conhecem. Isto não se fundamenta, já que muitos chineses não usam o Mandarim padrão em casa e, por isso, não conhecem a pronúncia de palavras do Mandarim padrão antes de chegar a aprendê-las na escola primária através do uso do pinyin.
O pinyin utiliza o alfabeto latino, e portanto sua pronúncia é relativamente clara para os ocidentais. As vogais do pinyin são pronunciadas de forma similar às vogais das línguas românicas, e a maioria das consoantes são semelhantes às da língua inglesa, ou mesmo da língua portuguesa. Uma armadilha para novatos anglófonos, contudo, são as pronúncias pouco comuns do x, q, c, zh, e z (e às vezes i) e a pronúncia surda (sem vibração das cordas vocais) das letras d, b, g e j. Mais informações sobre a pronúncia de todas as letras do pinyin em termos de aproximações ao inglês são fornecidas mais abaixo.
A pronúncia do chinês dá-se geralmente em termos de iniciais e finais, que representam a parte segmental e fonêmica da língua. Iniciais são consoantes iniciais, enquanto que finais são todas as combinações possíveis de mediais (semivogais que antecedem as vogais), o núcleo da vogal, e a coda (vogal ou consoante final).
Para uma tabela completa de todas as sílabas do pinyin, veja Tabela do pinyin.

### Iniciais (tabela)
Em cada célula abaixo, a primeira linha indica o Alfabeto Fonético Internacional (AFI), e a segunda indica o pinyin.
|                     | Bilabial | Bilabial | Labio - dental | Alveolar | Alveolar | Retroflexa | Retroflexa | Álveolo- palatal | Álveolo- palatal | Velar | Velar  |
| Plosiva             | [p] b    | [pʰ] p   | 解开           | [t] d    | [tʰ] t   | 诶咳咳咳   | 诶咳咳咳   |                  |                  | [k] g | [kʰ] k |
| Nasal               | [m] m    |          |                | [n] n    |          |            |            |                  |                  |       |        |
| Africada            |          |          |                | [ts] z   | [tsʰ] c  | [tʂ] zh    | [tʂʰ] ch   | [tɕ] j           | [tɕʰ] q          |       |        |
| Fricativa           |          |          | [f] f          | [s] s    |          | [ʂ] sh     | [ʐ] * r    | [ɕ] x            |                  | [x] h |        |
| Aproximante         |          |          |                | 结局如何 | 结局如何 | [ɻ] * r    |            |                  |                  |       |        |
| Aproximante lateral |          |          |                | [l] l    |          |            |            |                  |                  |       |        |

* [ʐ] e [ɻ] são intercambiáveis.
| A ordem convencional é: | b p m f | d t n l | g k h | j q x | zh ch sh r | z c s |

### Finais (tabela)
Em cada célula abaixo, a primeira linha indica o AFI, a segunda indica o pinyin como forma independente (sem inicial), e a terceira indica o pinyin em combinação com uma inicial. A não ser finais modificadas por um –r, as quais são omitidas, temos a seguir uma tabela exaustiva de todas as finais possíveis. ¹
É interessante salientar que as únicas consoantes em sílabas finais no Mandarim padrão são –n e –ng, e –r, que é ligado a um sufixo gramatical. Se você vir uma sílaba chinesa que termine com qualquer outra consoante, ela é ou de uma língua chinesa não-mandarim (geralmente línguas chinesas do sul tais como o cantonês) ou mais raramente, um sistema de romanização não-pinyin (onde consoantes finais são usadas para indicar tons) estiver sendo usado.
|        |     | Coda        | Coda           | Coda        | Coda          | Coda           | Coda          | Coda           | Coda           | Coda              | Coda             | Coda           | Coda             |
| ∅      | ∅   | ∅           | /i/            | /i/         | /u/           | /u/            | /n/           | /n/            | /ŋ/            | /ŋ/               | /ŋ/              |                |                  |
| ------ | --- | ----------- | -------------- | ----------- | ------------- | -------------- | ------------- | -------------- | -------------- | ----------------- | ---------------- | -------------- | ---------------- |
| Medial | ∅   | [ɨ] -i      | [ɤ] e -e       | [a] a -a    | [ei̯] ei -ei   | [ai̯] ai -ai    | [ou̯] ou -ou   | [au̯] ao -ao    | [ən] en -en    | [an] an -an       | [ʊŋ] -ong        | [əŋ] eng -eng  | [aŋ] ang -ang    |
| Medial | /i/ | [i] yi -i   | [i̯e] ye -ie    | [i̯a] ya -ia |               |                | [i̯ou̯] you -iu | [i̯au̯] yao -iao | [in] yin -in   | [i̯ɛn] yan -ian    | [i̯ʊŋ] yong -iong | [iŋ] ying -ing | [i̯aŋ] yang -iang |
| Medial | /u/ | [u] wu -u   | [u̯o] wo -uo 3  | [u̯a] wa -ua | [u̯ei̯] wei -ui | [u̯ai̯] wai -uai |               |                | [u̯ən] wen -un  | [u̯an] wan -uan    |                  | [u̯əŋ] weng     | [u̯aŋ] wang -uang |
| Medial | /y/ | [y] yu -ü 2 | [y̯e] yue -üe 2 |             |               |                |               |                | [yn] yun -ün 2 | [y̯ɛn] yuan -üan 2 |                  |                |                  |

¹ /ər/ (而, 二, etc.) é escrito como er. Para outras finais formadas pelo sufixo -r, o pinyin não utiliza uma ortografia especial; simplesmente anexa-se –r ao final ao qual ele é acrescentado, sem levar em conta quaisquer mudanças de som que possam ocorrer no processo. Para informações sobre mudanças de som relacionadas ao –r final, favor ver Mandarim padrão..
² "ü" é escrito como "u" depois de j, q, ou x.
3 "uo" é escrito como "o" após b, p, m, ou f.
Ademais, ê [ɛ] é usado para representar certas interjeições.

## Tons

### Diacríticos

Mudanças relativas de tom dos quatro tons

O sistema pinyin também usa diacríticos para marcar os quatro tons do mandarim. O diacrítico é colocado sobre a letra que representa o núcleo silábico, a não ser que a letra não tenha (ver abaixo). Muitos livros impressos na China usam fontes mistas, com vogais e tons marcados de formas diferentes, deixando os textos em pinyin com aparência desorganizada. Isto se deve, muito provavelmente, devido às limitações técnicas iniciais, o que fez muitos acreditarem que no pinyin utilizava-se o alfa (ɑ) ao invés da letra padrão (a), encontrado na maioria das fontes. (O mesmo problema acontece com g frequentemente escrito como ɡ, ou U+0261). As normas oficiais do Hanyu Pinyin, entretanto, não especificam esse tipo de prática.
1. O primeiro tom é indicado pelo mácron (ˉ):
ā ē ī ō ū ǖ Ā Ē Ī Ō Ū Ǖ
2. O segundo tom é indicado pelo acento agudo (ˊ):
á é í ó ú ǘ Á É Í Ó Ú Ǘ
3. O terceiro tom é indicado pelo caron (ˇ). Não é arredondado como a braquia (˘), entretanto a braquia pode substitui-lo em caso de limitações na fonte.
ǎ ě ǐ ǒ ǔ ǚ Ǎ Ě Ǐ Ǒ Ǔ Ǚ
4. O quarto tom é indicado pelo acento grave (ˋ):
à è ì ò ù ǜ À È Ì Ò Ù Ǜ
5. O quinto tom (tom neutro) é representado por uma vogal normal, sem diacrítico:
a e i o u ü A E I O U Ü

Nos dicionários o tom neutro pode ser indicado por um ponto antes da sílaba; por exemplo, ·ma. Quando uma sílaba de tom neutro tiver uma pronúncia alternativa, em outro tom, pode ser utilizado uma combinação de pontuação: zhī·dào (知道).
Estas pontuações nos tons são normalmente utilizadas apenas em livros e textos de aprendizagem da língua para estrangeiros, mas são essenciais para a pronunciação correta das sílabas do mandarim, como exemplificado pelo exemplo clássico dos cinco caracteres cujas pronúncias diferem em seus tons:
Caracteres tradicionais:
媽 mā
麻 má
馬 mǎ
罵 mà
嗎 ·ma
Caracteres simplificados:
妈 mā
麻 má
马 mǎ
骂 mà
吗 ·ma
As palavras são, respectivamente, "mãe", "linho", "cavalo", "xingar" e o tom neutro (ma) é uma partícula interrogativa.

### Numeral no lugar do diacrítico
Antes do advento dos computadores, muitas máquinas de escrever não possuíam as vogais com os diacríticos mácron e caron. Portanto, os tons eram representados através de números colocados ao final das sílabas. Por exemplo, tóng era escrito tong2. O número utilizado para cada tom está listado abaixo, exceto pelo tom neutro, que não é numerado ou é lhe dado o número 0 ou 5; por exemplo, ma5 para 吗 / 嗎, uma partícula interrogativa.
| Tom      | Diacrítico                                  | Número do tom  | Exemplo usando o diacrítico | Exemplo usando o número | IPA   |
| -------- | ------------------------------------------- | -------------- | --------------------------- | ----------------------- | ----- |
| Primeiro | mácron ( ¯ )                                | 1              | mā                          | ma1                     | ma˥   |
| Segundo  | acento agudo ( ´ )                          | 2              | má                          | ma2                     | ma˧˥  |
| Terceiro | caron ( ˇ )                                 | 3              | mǎ                          | ma3                     | ma˨˩˦ |
| Quarto   | acento grave ( ` )                          | 4              | mà                          | ma4                     | ma˥˩  |
| Neutro   | Sem diacrítico ou ponto antes da sílaba (·) | sem número 5 0 | ma ·ma                      | ma ma5 ma0              | ma    |